# デルモンテ・フーズ
デルモンテ・フーズ・インク（Del Monte Foods, Inc）は、アメリカ合衆国の食品メーカーである。カリフォルニア州ウォールナットクリークに本社を置く。
保有するブランドには、デルモンテ(Del Monte)、S&W、コンタディーナ、カレッジ・イン(College Inn)、フルーツ・バースト(Fruit Burst)、フルーツ・ナチュラル(Fruit Naturals)、オーチャード・セレクト(Orchard Select)、サンフレッシュ(SunFresh)がある。デルモンテの商品の中には、世界シェアが1位または2位のものがある。現在のCEOはグレッグ・ロングストリート(Greg Longstreet)である。
1989年、生鮮食品部門がフレッシュ・デルモンテ・プロデュースとして分割された。また、フィリピン、インド亜大陸を除くアジアでの事業はキッコーマンに売却された。
2014年、フィリピンの多国籍食品メーカーであるデルモンテ・パシフィック・リミテッド(Del Monte Pacific Limited)により16億7千万ドルで買収され、その子会社となった。
米国時間2025年7月1日、同社および一部関連会社・子会社は、特定の債権者との間に交わした事業再編支援契約に基づき連邦倒産法第11章 (チャプター11) の適用を裁判所へ申請、売却および再建に向けた取り組みを開始した。銀行などから債権者を通じ9億1250万ドルの融資を受け、再建期間中も事業は継続するとしている。

## 歴史
1870年代から1880年代にかけて、カリフォルニア州は野菜や果物の主要産地となった。「デルモンテ」という名前は、セントラルコーストのモントレー半島にあった、ペブルビーチ・ゴルフリンクスを建設したことでも知られるリゾートホテルであるホテル・デルモンテに由来する。1886年、このホテルで提供されるブレンドコーヒーを供給していたオークランドのある食品流通業者が、「デルモンテ・コーヒー・プレミア」の名前でこのコーヒーの市販を始めた。1892年、この業者は事業を拡大し、桃の缶詰のブランド名に「デルモンテ」を使用した。1898年、アメリカ西海岸の缶詰会社18社の合併によりカリフォルニアフルーツ缶詰協会(California Fruit Canners Association, CFCA)が設立された。デルモンテブランドを使用していた業者もこの合併に参加しており、新会社のブランドの一つにデルモンテもあった。盾形のロゴ（デルモンテ・シールド）は1909年から使用された。
ジョージ・ニューウェル・アームズビーの指揮のもとで、1916年にCFCAはアラスカ包装協会(Alaska Packers Association)、中央カリフォルニア製缶(Central California Canneries)、グリフィン&スケリー(Griffin & Skelley)などを買収し、カリフォルニア・パッキング・コーポレーション（California Packing Corporation, カルパック(Calpak)）として法人化した。カルパックはデルモンテをブランドとして使用した。この会社は、ワシントン州、オレゴン州、アイダホ州、ユタ州、アラスカ州に60以上の缶詰工場を有するまでに成長した。1917年にハワイ州のパイナップル農園と缶詰工場を買収し、1920年代にフロリダ州とアメリカ中西部およびフィリピンに缶詰工場を新設した。第二次世界大戦後は、アメリカ国外の多くの農場や工場を新設または買収した。世界規模の会社となったことから、1967年6月にブランド名をとってデルモンテ・コーポレーション(Del Monte Corporation)に社名を変更した。
1973年、デルモンテはアメリカの主要食品メーカーでは初めて、全ての商品で栄養成分表示を行った。
1979年、R.J.レイノルズ・インダストリーズ（1985年よりRJRナビスコ）がデルモンテを買収した。RJRナビスコは、1988年にコールバーグ・クラビス・ロバーツ(KKR)に買収された後、デルモンテの生鮮食品部門をフレッシュ・デルモンテ・プロデュースとして分割し、ポリー・ペックに売却した。デルモンテの残りの部門はデルモンテ・フーズ(Del Monte Foods)に改称し、1989年にメリルリンチ、シティバンク・ベンチャーキャピタル、キッコーマンに売却された。アジア（フィリピン、インド亜大陸、ミャンマーを除く）でのデルモンテ・フーズの事業は、キッコーマンが買収した。カナダとベネズエラでの事業はRJRナビスコが保持した。1990年にヨーロッパでの事業はマネジメント・バイアウトにより独立し、ハワイアン・パンチはプロクター・アンド・ギャンブル(P&G)に売却された。1993年、ドライフルーツ事業をヨークシャー・フード・グループに売却した。1996年、デルモンテ・メキシコと中米・カリブ海での事業がHMキャピタル・パートナーズに売却された。

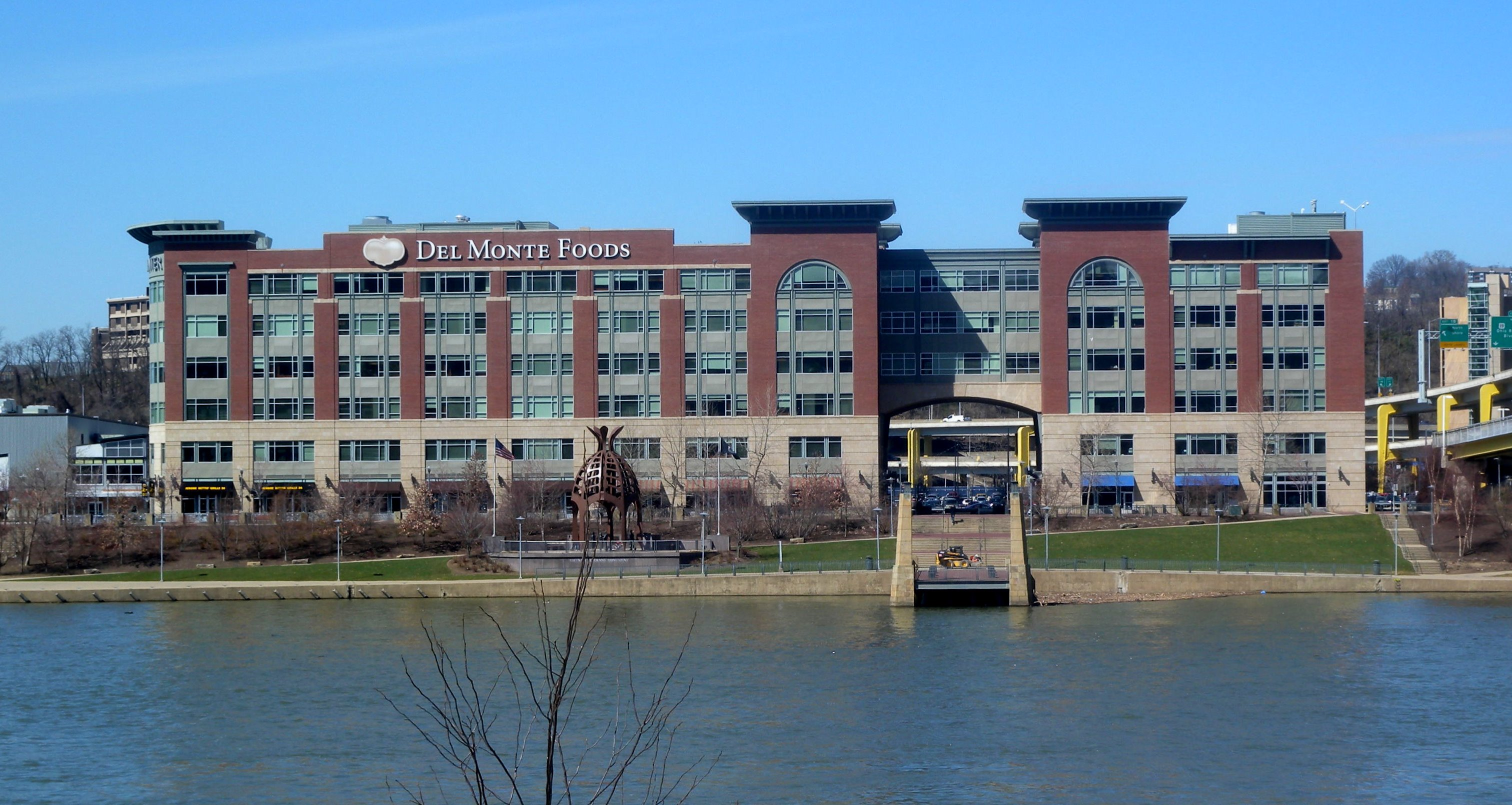
ピッツバーグのデルモンテ東海岸本部

1997年、投資ファンドのテキサス・パシフィック・グループがデルモンテを買収した。1997年にネスレからコンタディーナを買収した。1998年、ベネズエラでの事業をナビスコから買収した。1999年に再び公開会社となった。2002年にハインツからいくつかのブランドを買収し、デルモンテ・フーズの規模はそれ以前のほぼ3倍になった。デルモンテはハインツの本社があるピッツバーグに東海岸本部を設置した。

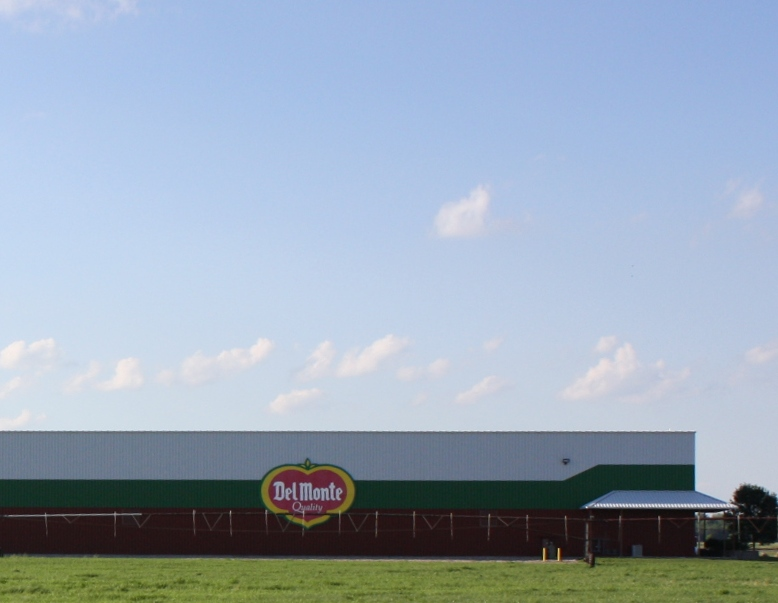
デルモンテの工場

2000年、高級柑橘類と熱帯果樹のブランドであるサンフレッシュ(SunFresh)の全世界における権利を取得した。2001年3月、S&Wの全世界における権利を取得した。
2006年、2つの大手ペットフードブランドを買収して、アメリカのペットフード業界で第2位の企業となった。2006年5月にキャットフードのミャオミックス(Meow Mix)を、同年7月にクラフトフーズからドッグフードのミルクボーン(Milk-Bone)を買収した。2007年のペットフード大量リコール事件を受けて、デルモンテは自社のペットフードを自主回収した。
2008年6月、水産物部門のスターキストを韓国の東遠産業に3億6300万ドルで売却した。
2011年3月8日、コールバーグ・クラビス・ロバーツ(KKR)が率いる投資家グループおよびペディアベアーズ・ホールサム・フーズ、ベスター・キャピタル・パートナーズ、センタービュー・パートナーズがデルモンテを買収した。翌日の取引開始前に、デルモンテは再び上場廃止された。
2014年2月19日、フィリピンの食品メーカー、デルモンテ・パシフィック・リミテッドが、デルモンテの消費者向け食品事業を16億7500万ドルで買収した。買収されなかったペットフード部門のみが残った旧デルモンテ・フーズはビッグ・ハート・ペット・ブランズ(Big Heart Pet Brands)に改称した。2015年、本社をサンフランシスコからカリフォルニア州ウォールナットクリークに移転した。

## 世界展開

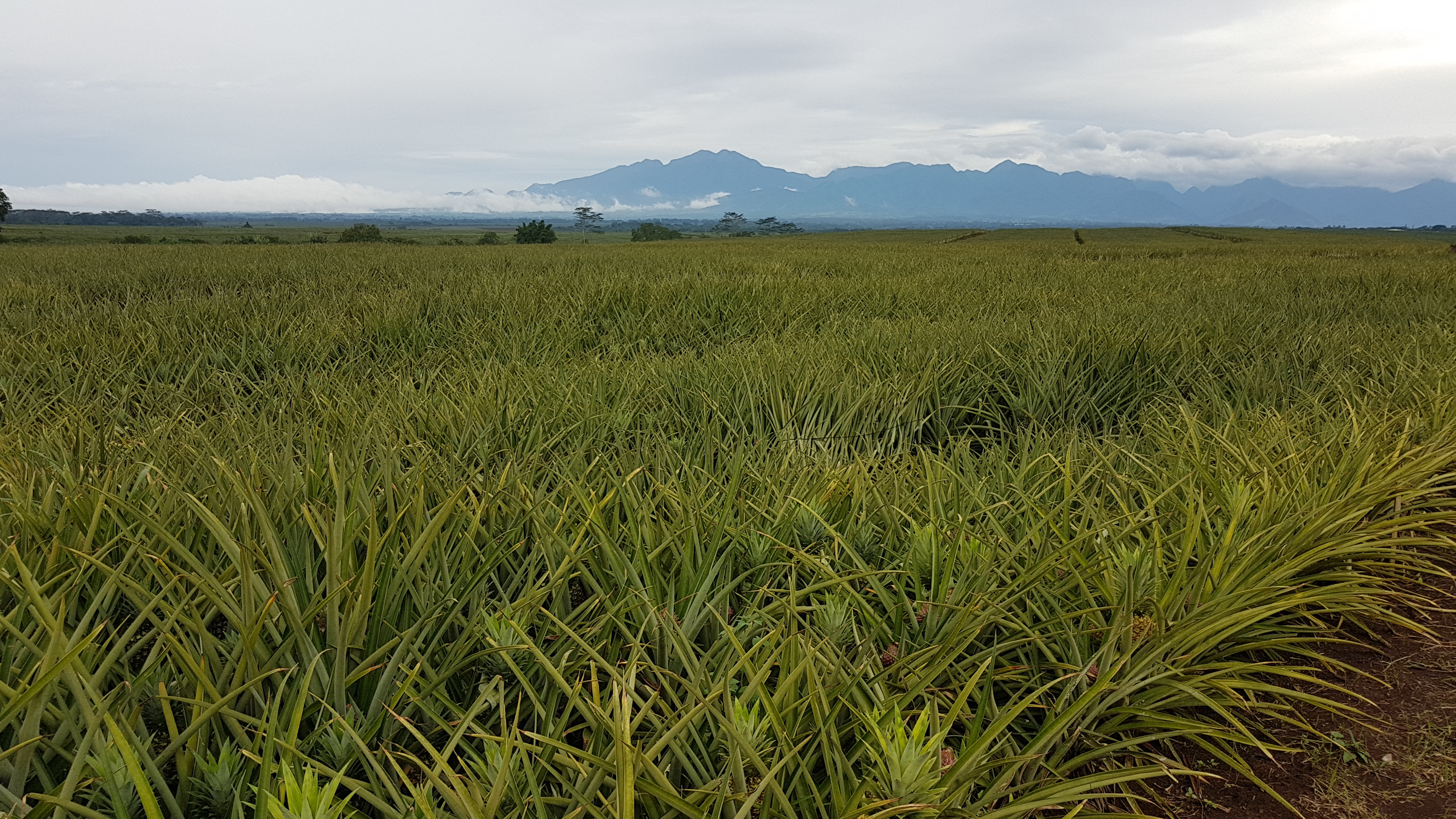
デルモンテのパイナップル農園（フィリピン・ブキドノン州）

### 南北アメリカ
デルモンテ・フーズはアメリカと南米でデルモンテブランドの商品を販売している。
カナダでの事業は、デルモンテの他の事業を売却した後もナビスコが保持した。2000年にナビスコはクラフトフーヅと合併した。クラフト社は、2006年にデルモンテ・カナダをサン・キャピタル・パートナーズとEGキャピタルに売却した。2012年にアメリカのコーンアグラが買収し、2018年にフランスのボンデュエルに売却された。
デルモンテ・メキシコと中米・カリブ海での事業は、1996年にHMキャピタル・パートナーズに売却された。後にインターナショナル・ホーム・フーズに売却された後、2000年にコーンアグラが買収した。
南米での事業も、カナダと同様にナビスコが保持していた。1998年、デルモンテ・フーズが南米での事業を再取得した。

### ヨーロッパ
デルモンテ・ヨーロッパ（アフリカでの事業を含む）は、1990年にマネジメント・バイアウトにより独立し、デルモンテ・インターナショナルに改称した。2001年にイタリアのチリオに買収された。チリオが破産した後、フレッシュ・デルモンテ・プロデュースに買収された。

### アジア
フィリピン、インドを除くアジアでの事業は、1989年に日本のキッコーマンが買収した。日本では、キッコーマンの子会社の日本デルモンテがデルモンテ製品を製造している。
韓国では、1982年からロッテ七星飲料がデルモンテとジュース事業で提携している。
インドでの事業は、デルモンテ・パシフィックとバーティ・エンタープライズの合弁会社であるフィールドフレッシュ(FieldFresh)により行われている。
1991年、デルモンテはデルモンテ・フィリピンの株式をキッコーマンとデルモンテ・インターナショナルに売却した。1996年にキッコーマンが株式を売却し、デルモンテ・インターナショナルとマコンドレー社が共同所有者となった。2001年にデルモンテ・フィリピンの過半数の株式をフィリピンのニュートリアジアが買収した。2014年、デルモンテ・パシフィックがデルモンテ・フーズを買収した。

## 批判と論争
1953年、アルミニウムメーカーのアルコアの広告で、デルモンテのケチャップの瓶の蓋の写真に"you mean a woman can open it?"（女性でも開けられるってこと?）というキャプションが添えられていた(1953 Alcoa Aluminum advertisement)。この広告は、1950年代のアメリカにおいて女性差別がカジュアルに行われていたことの象徴とされるが、この広告がデルモンテ自体によるものと誤解されることがある。
1977年、同社の製品の原料となるイワシが、当時南アフリカの支配下にあったナミビアから輸入されていたことが判明し、アパルトヘイトを間接的に支援していることになるとして批判された。国際的な人権擁護団体が問題視し、デルモンテ製品の不買運動を呼びかける活動家も現れた。
2007年1月、デルモンテ・フーズはアメリカ領サモアの同社のツナ工場にも本土と同じ最低賃金を適用することになる連邦議会の決定に反対した。デルモンテの広報担当者は、この決定は地域経済を著しく破壊するものであり、また、「50年以上に渡り、労働省はアメリカ領サモアを含む海外領土における賃金は、公聴会の後に連邦政府から任命された賃金委員会が決定すると規定している」と述べた。
2022年1月、ケニアのデルモンテの労働者は、劣悪な労働条件に対してストライキを起こした。

## ギャラリー

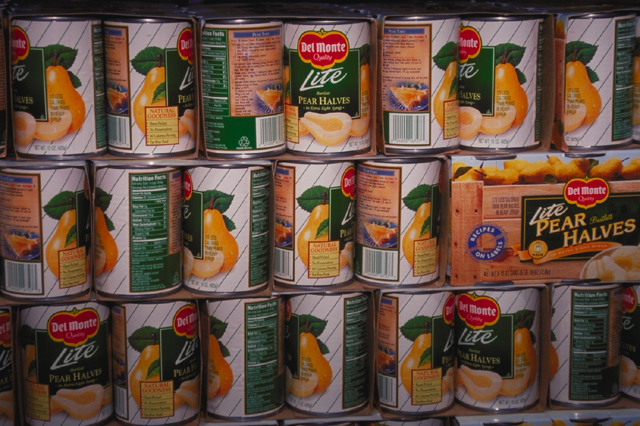
デルモンテの桃の缶詰
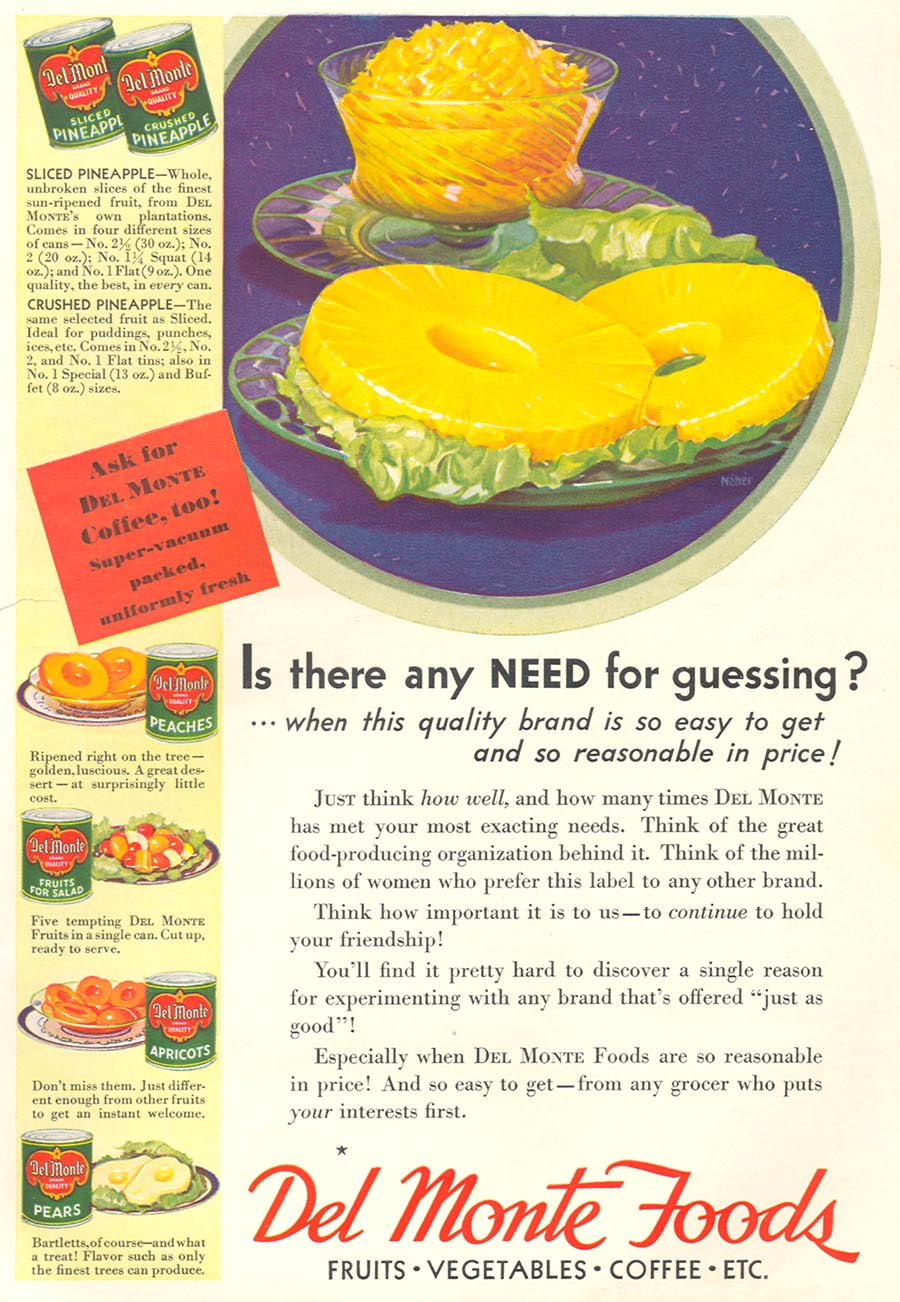
1932年のデルモンテの雑誌広告
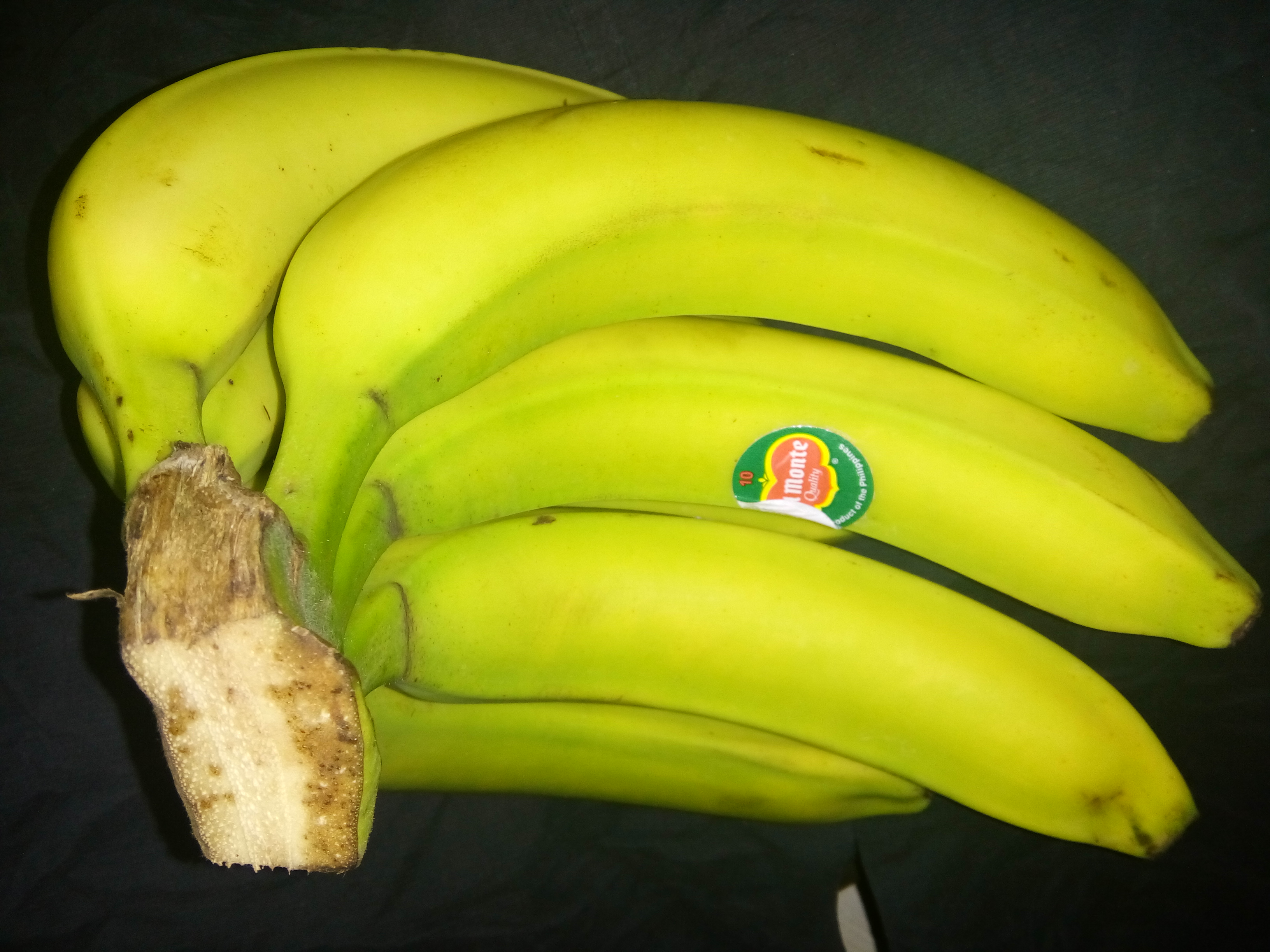
デルモンテのバナナ